# David P.
David P., mit bürgerlichem Namen David Papo (* 1. Juli 1975 in München), ist ein deutscher Freestyle-Rapper und Facharzt für Allgemeinmedizin.

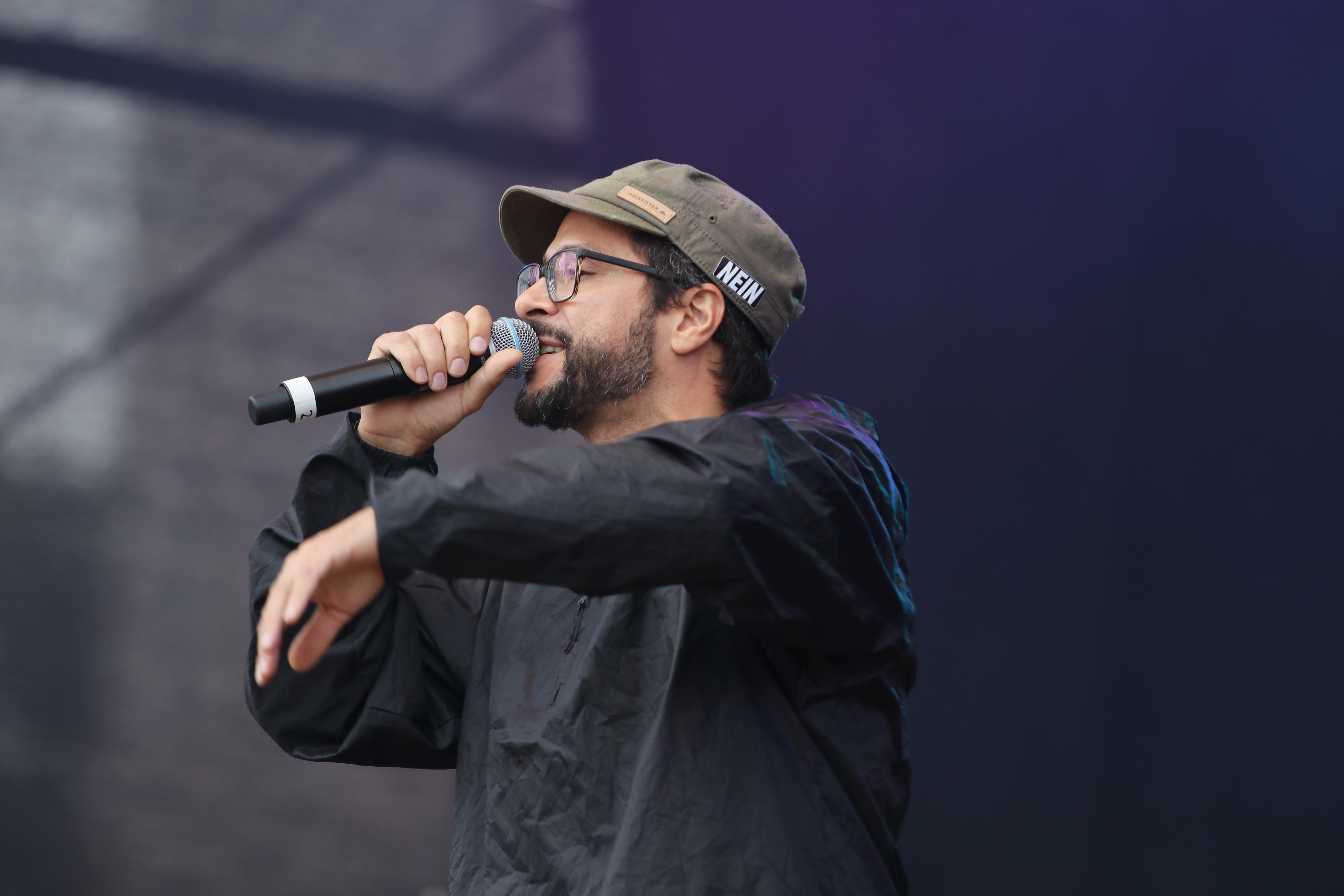
David P., 2018

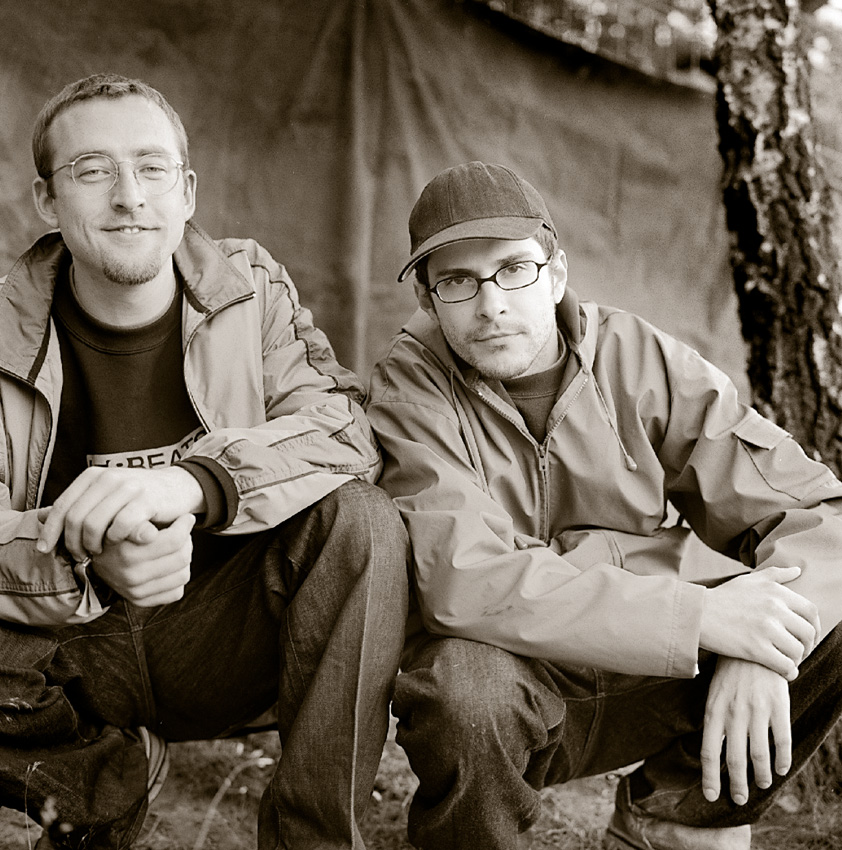
David P (rechts) beim Splash! 2000

## Freestyle-Rapper
Da er aufgrund seiner starken Zuwendung zu dieser Disziplin des Hip-Hop wenige Studioalben veröffentlichte, ist der Münchner bei der Masse der Hörer relativ unbekannt.
Der Fokus seiner Texte liegt auf ausgefeilter Sprache und Inhalt, aber auch auf Klang und Flow. Der Sohn einer Ärztin aus Belgrad, deren Hausarztpraxis in München er weiterführt, bedient sich dabei mehrerer Alter Egos wie u. a. „El Shadai“ und „Armageddon Man“, die er jeweils durch eigene Themen und Sprachstile herausarbeitet. Die Vielseitigkeit seiner Live-Auftritte zeichnet sich z. B. dadurch aus, dass er mit Main Concept auf deren Tour im Jahr 2005 die Konzerte als Theaterstück inszenierte, das Thema war der Aufstieg einer fiktiven Rap-Boygroup, deren Erfolg an dem Ego des „Frontrappers“ und ihrem profitbesessenen Manager scheitert. Dafür entwickelte David P. Songtitel wie „Du bist mein Stern, ich hab dich so gern“, was der Tradition Main Concepts entspricht („Let’s Dance“ auf Coole Scheiße, „Jodelreim Hackbrett Projekt“ auf Genesis Exodus).
Zusammen mit Glammerlicious (Beats) und DJ Explizit (Cuts) bildet er die Formation Main Concept, die seit mehr als 30 Jahren in der Münchner Szene aktiv ist. Bekannt ist das Ende 1999 entstandene Freestyle-Album Plan 58, das zusammen mit Spax, Raptile, Samy Deluxe, Kung Schu von Blumentopf, Flowin Immo, Roger Rekless und anderen aufgenommen wurde. Die Zahl 58 (58Beats) ist seit Jahren ein Markenzeichen des Allgemeinmediziners, zu der er in immer neuen Variationen kabbalistisch anmutende „Verschwörungstheorien“ konstruiert, ähnlich wie es Robert Anton Wilson in Illuminatus mit der 23 betreibt.

## Facharzt für Allgemeinmedizin
David Papo ist Facharzt für Allgemeinmedizin. Er studierte Medizin an der Technischen Universität München und der Ludwig-Maximilians-Universität München. 2004 wurde er approbiert und arbeitete danach als Assistenzarzt. Seit seiner Anerkennung als Facharzt 2012 ist er niedergelassener Hausarzt in München.

## Diskografie
- 1993: 12" – So hat das Volk den Verstand verloren
- 1994: 12" – Coole Scheiße
- 1994: LP – Coole Scheiße
- 1995: EP – Münch Mob
- 1996: 12" – Generation X
- 1997: 12" – Raus aus Babylon
- 1998: LP – Genesis, Exodus, Main Concept
- 1999: 12" – Sounds fürs Auditorium
- 1999: 12" – Opening Sessions
- 2000: LP – Plan 58
- 2000: LP – Plan 58 Instrumental Album
- 2003: EP – MUC>>NYC>>STHLM>>BRM
- 2005: LP – Equilibrium
- 2007: LP – 58er Armada – Haben wir nicht nötig! (feat. Creme Fresh, Roger Rekless, Minute, 4zu1, Schu & Janna)
- 2015: LP – Hier und Jetzt
- 2021: LP – 3.0